# سوريش شيتي
سوريش شيتي (بالإنجليزية: Suresh Shetty)‏ هو سياسي هندي، ولد في 2 سبتمبر 1955. حزبياً، نشط في المؤتمر الوطني الهندي. وقد انتخب Member of the Maharashtra Legislature ‏.